# Kunčice pod Ondřejníkem
Kunčice pod Ondřejníkem är en ort i Tjeckien. Den ligger i den östra delen av landet, 280 km öster om huvudstaden Prag. Kunčice pod Ondřejníkem ligger 394 meter över havet och antalet invånare är 1 995.
Terrängen runt Kunčice pod Ondřejníkem är kuperad.Runt Kunčice pod Ondřejníkem är det ganska tätbefolkat, med 214 invånare per kvadratkilometer. Närmaste större samhälle är Frýdek-Místek, 16,1 km norr om Kunčice pod Ondřejníkem. I omgivningarna runt Kunčice pod Ondřejníkem växer i huvudsak blandskog.